# Ebbw Vale Football Club
Ebbw Vale F.C. foi uma equipe galesa de futebol com sede em Ebbw Vale. Disputava a primeira divisão do País de Gales (Campeonato Galês de Futebol).
Seus jogos foram mandados no Eugene Cross Park, que possui capacidade para 8.000 espectadores.

## História
O Ebbw Vale F.C. foi fundado em 1888.